# Svenska Råttsällskapet
Svenska Råttsällskapet (SRS) är en förening för dem som är intresserade av tamråttor. SRS startades 1983 som underavdelning i Svenska Hamsterföreningen (SHF) och blev en självständig förening 1985. Svenska Råttsällskapet hade 2006 cirka 400 medlemmar.
"Svenska Råttsällskapets syfte är att sprida information till allmänheten om tamråttan som sällskapsdjur, ge råd om skötsel, arrangera utställningar och andra aktiviteter för tamråttor och deras ägare, främja ett gott avelsarbete bland uppfödare av tamråttor samt föra stambok."

## Organisation
Svenska råttsällskapets verksamhet sköts till stor del av aktivitetskommittéer vilka ansvarar för var sitt geografiskt område, exempelvis Nollråttan - Stockholm och Sydråttan - Skåne och Blekinge. Aktivitetskommittéerna står för sällskapets arrangemang ute i landet, såsom sociala sammankomster för medlemmar, råttutställningar och deltagande vid husdjursmässor och liknande.

## Verksamhet

### Utställningar
Tre riksutställningar samt ett antal lokala utställningar äger varje år rum i SRS regi. Utställningsklasserna är standard, där råttans typ, färg och teckning bedöms, pet class, där bl.a. djurens tamhet, temperament och renhet bedöms. Föreningen arrangerar också tävlingar i agility, som precis som för hundar och andra djur innebär hinderbana. I råttagility läggs tonvikt inte bara på att gå banan snabbt utan också kontakten mellan råtta och förare.

### Husråttan
Svenska råttsällskapets medlemstidning heter Husråttan. Den består av faktaartiklar, föreningsformalia, utställningsannonser, utställnings- och tävlingsresultat samt medlemmarnas insända material. Husråttan utkommer sex gånger per år.

### Register
SRS för ett register över tamråttor där medlemmarnas råttor finns upptagna med information om kön, färg, teckning och stamtavla om underlag finns, födelse- och dödsdatum samt dödsorsak om sådan kunnat fastställas. En råtta måste vara registrerad för att få delta i SRS officiella utställningar. Delar av registret "Stamboken" finns även tillgänglig via webbversionen av programmet Rattus.

### Uppfödning
Svenska råttsällskapet fungerar även som nätverks- och kontrollorgan för dem som bedriver uppfödning av tamråttor. De uppfödare som är registrerade i Svenska Råttsällskapet förbinder sig att följa av sällskapets uppsatta regler för hur lämplig avel skall bedrivas. För att bli registrerad uppfödare måste man bland annat genomgå ett provår samt uppvisa goda kunskaper om bl.a. tamråttans skötsel och genetik.